# 柳亭小燕枝 (8代目)
八代目 柳亭 小燕枝（りゅうてい こえんし、1984年2月10日 - ）は、落語家。落語協会所属。紋は『丸に花菱』、出囃子は『春藤』。本名∶関戸 俊平。

## 来歴
東京都世田谷区出身、玉川大学文学部を卒業後、広告代理店に勤務していた。
2007年に四代目柳亭市馬に入門。翌年7月に前座となり、前座名「市也」を名乗る。
2012年、二ツ目昇進し「市弥」と改名。
2022年9月下席より春風亭一蔵、入船亭小辰と共に真打に昇進し、八代目柳亭小燕枝を襲名。2年前に「柳家さん遊」へと改名した先代の小燕枝は「六代目柳亭小燕枝」を名乗ったが、初代小燕枝の以前にも「小燕枝」を名乗る落語家がいたこと、末広がりで縁起も良いことから、さん遊の助言もあり「八代目」を名乗る。

## 芸歴
- 2007年12月 - 四代目柳亭市馬に入門。
- 2008年7月 - 前座となる、前座名「市也」。
- 2012年11月 - 二ツ目昇進、「市弥」と改名。
- 2022年9月 - 真打昇進、「八代目柳亭小燕枝」を襲名[3][5][6][7]。

## 人物
浅草演芸ホール8月中席で毎年行われる住吉踊り連に所属している。
弟が春風一刀と同級生であり、交流があった。
家族は妻と二子。
小燕枝の父親は、はるか昔、五代目柳家小さんに入門を試みたことがある。また、父親は春風亭百栄に見た目がそっくりである。

## 弟子

### 前座
- 柳亭すわ郎

## メディア

### ラジオ
- 日曜バラエティー（NHKラジオ第一）
- 小痴楽の楽屋ぞめき（2023年5月、ラジオ第一）-　月間アシスタント
- 柳亭小燕枝の今週の〇〇三本立て（FMつしま、2024年4月～）

### テレビ
- news every.（日本テレビ）
- 平成30年度 NHK新人落語大賞（NHK）
- 笑点特大号 若手大喜利メンバー（BS日テレ）
- 演芸図鑑（NHK総合）
  - 桂文珍の演芸図鑑（2023年7月23日） - 「あくび指南」
  - 立川志らくの演芸図鑑（2024年12月1日） - 「湯屋番」

### 映画
- 二つ目物語「モテ男惚れ女」（2022年、林家しん平監督、クロスロード）- 富丸家恭太 役